# Elisa di Rivombrosa
Elisa di Rivombrosa là một bộ phim Ý chuyển thể từ một tiểu thuyết bằng thư (Pamela) nổi tiếng của nhà văn Anh Samuel Richardson, xuất bản lần đầu năm 1740, nói về chuyện tình giữa cô hầu gái Elisa và ông chủ Fabrizio. Tiểu thuyết này có tính chất tư tưởng và phong cách giống cuốn Nỗi đau của chàng Werther của Goethe hay Julie hay nàng Héloise mới của Rousseau.
Đây là bản phim thứ hai chuyển thể từ tiểu thuyết này (có nội dung hơi khác phim), sau phim năm 1974 của Anh.
Loạt phim được sản xuất bởi Together Productions/De Angelis và Victory Media Group của Đức. Loạt phim đã được chiếu trên Kênh 5 (Canale 5) với 6,5 triệu khán giả, trong 2,5 tháng sau thì lượng khán giả đã đạt con số 13 triệu. Do đó, đây là một trong 7 phim thành công nhất của Media Group trong 6 năm qua. Cinzia TH Torrini đã học tại Đại học Điện ảnh và Truyền hình München. Bà đã đạo diễn phần đầu và 12 tập của phần hai. Stefano Alleva đạo diễn các tập còn lại của phần 2 và phần 3.

## Nội dung
Bộ phim lấy bối cảnh đất nước Ý vào thế kỉ 17. Elisa Scalzi là một cô hầu gái trong lâu đài dòng họ Ristori. Cô được bà bá tước Agnese Ristori hết mực yêu quý bởi tấm lòng nhân ái và trí thông minh của cô. Bà đã cho cô được phép sử dụng phòng thư viện của gia đình, sử hữu một chiếc dây chuyền và con ngựa Preto. Đó quả là một đặc ân với người hầu như cô, chính vì vậy mà nữ bá tước Anna Ristori - con gái bà Agnese nhưng đầy phân biệt giai cấp, không ưu Elisa; cô hầu gái Bianca Buondio vô cùng ghen tị với cô. Tuy vậy, mọi chuyện còn thay đổi nhiều hơn khi ngài bá tước Fabrizio Ristori trở về lâu đài sau nhiều năm làm việc trong quân đội Pháp. Ông cảm thấy khác lạ khi chứng kiến mối quan hệ giữa Elisa và mẹ mình, ngạc nhiên về sự hiểu biết của một cô hầu và dần thích cô. Nhưng Elisa lại khó chịu với sự kiêu hãnh quý tộc của ông. Nhưng sau khi bà bá tước Agnese mất đi, mối quan hệ của Elisa với ông chủ ngày càng gắn bó nhưng họ phải chịu thành kiến phân biệt giai cấp. Tuy nhiên mối tình của họ lại càng say đắm bất cháp sự ngăn cản của người chị Anna Ristori, người tình cũ của Fabrizio-bà hầu tước Lucrezia Van Necker, cô hầu gái Bianca và rắc rối đến từ bản danh sách những cái tên phản bội nhà vua mà Fabrizio cất giấu. Tuy nhiên nhờ lòng dũng cảm của Elisa, cô đã đưa bản danh sách tới tận tay nhà vua, giải thoát cho Fabrizio khỏi án treo cổ và trở thành bá tước lấy Fabrizio.

## Danh sách các nhân vật

### Gia đình nhà Scalzi
Elisa Scalzi Ristori di Rivombrosa do Vittoria Puccini thủ vai. Cô có mái tóc màu nâu vàng và đôi mắt màu xanh lục. Cô rất thông minh, là một người hầu hiếm hoi biết đọc, biết viết. Cô rất được bà bá tước Agnese yêu quý.
Artemisia Scalzi do Marina Giordana thủ vai. Là mẹ của Elisa.
Orsolina Scalzi do Pamela Saino thủ vai. Là em gái của Elisa

### Gia đình nhà Ristori
Bá tước Agnese Ristori do Regina Bianchi thủ vai. Bà là chủ nhà Ristori. Bà luôn nhắc nhở Fabrizio phải trung thành với nhà vua, chính điều này đã ảnh hưởng lớn đến tư tưởng của Frabizio sau này. Bà rất mực yêu quý Elisa và không để ý đến vấn đề giai cấp.
Công tước Anna Ristori-Radicati di Magliano do Antonella Fattori thủ vai. Bà là chị gái của Fabrizio.
Bá tước Fabrizio Federico Giovanni Clemente Ristori di Rivombrosa do Alessandro Preziosi thủ vai. Ông có mái tóc màu đen. Ông là một người rất thông minh và hay gây bất ngờ (theo lời của Công tước Lucrezia Van Necker). Điều bất ngờ lớn nhất của ông là lấy cô hầu gái Elisa.

### Gia đình nhà Van Necker
Công tước Lucrezia Adelaide Priscilla Van Necker do Jane Alexander thủ vai.
Mục sư Van Necker là anh họ của Lucrezia.

### Gia đình nhà Maffei
Hầu tước Margherita Maffei di Barbero do Eleonora Mazzoni thủ vai.
Hầu tước Betta Maffei di Barbero do Giovanna Rei thủ vai. Là em gái của Margherita. Bị chết vì bệnh hoa liễu do tiệc tùng thâu đêm.
Antonino Iuorio: Hầu tước Alvise Radicati di Magliano
Vittorio Viviani: Hầu tước Ludovico Maffei di Barbero

### Gia đình nhà Ceppi
Bác sĩ Antonio Ceppi do Cesare Bocci thủ vai.
Lucia Ceppi do Valentina Beotti thủ vai. Cô là vợ của Antonio, xuất thân là một người hầu.

### Những người hầu
Nhà Ristori
Angelo Buondio do Pierluigi Coppola thủ vai. Anh là người chăn ngựa trong lâu đài.
Bianca Buondio do Sabrina Sirchia thủ vai. Là em gái Angelo, rất ghen tị với Elisa.
Amelia do Marzia Ubaldi thủ vai. Là hầu phòng. Bà rất yêu thương Elisa.
Nhà Drago
Isabella do Linda Batista thủ vai. Cô là người hầu rất thân cận của Lucrezia. Tuy nhiên cô đã bị chính Lucrezia giết không thương tiếc khi làm trái ý bà ta. 

### Nhân vật khác
Philippe Leroy: Carlo Emanuele III
Antonio Cupo: Capitano Christian Grey/Principe Cristiano Caracciolo di Montesanto
Francesca Rettondini: Công tước Clelia Bussani
Công tước Ottavio Ranieri do Luca Ward thủ vai. Là kẻ thù với Frabizio.
Victor Alfieri: Zanni La morte 
Bá tước Giulio Drago do Kaspar Capparoni thủ vai. Anh là bạn thân của Frabizio. Tính tình bừa bãi, hay la cà quán rượu. Tuy nhiên anh rất yêu Margherita.
Giovanni Guidelli: Victor Benac
Raffaello Balzo: Armand Benac
Antonio Salines: Hầu tước Jean Luc Beauville 
Enrico Beruschi: Hầu tước Lelio Sorbelloni
Elisabetta Pellini: Juliette Benac 